# Haglundia perelegans
Haglundia perelegans är en svampart som beskrevs av Haglund ex Nannf. 1932. Haglundia perelegans ingår i släktet Haglundia och familjen Dermateaceae.   Inga underarter finns listade i Catalogue of Life.